# Jeux mondiaux militaires d'hiver de 2017
 (juillet 2025).
Si vous disposez d'ouvrages ou d'articles de référence ou si vous connaissez des sites web de qualité traitant du thème abordé ici, merci de compléter l'article en donnant les références utiles à sa vérifiabilité et en les liant à la section « Notes et références ».
Navigation
2013 2025
La troisième édition des Jeux mondiaux militaires d'hiver organisée par le Conseil International du Sport Militaire (CISM), a eu lieu à Sotchi (Russie) du 23 au 27 février 2017,.

## Programme
|  | Cérémonies |  | Jour de finale |  | Nombre de finales |

| Calendrier général des Jeux mondiaux militaires d'hiver 2017 | Calendrier général des Jeux mondiaux militaires d'hiver 2017 | Calendrier général des Jeux mondiaux militaires d'hiver 2017 | Calendrier général des Jeux mondiaux militaires d'hiver 2017 | Calendrier général des Jeux mondiaux militaires d'hiver 2017 | Calendrier général des Jeux mondiaux militaires d'hiver 2017 | Calendrier général des Jeux mondiaux militaires d'hiver 2017 |
| Février 2017                                                 | Février 2017                                                 | 24 février                                                   | 25 février                                                   | 26 février                                                   | 27 février                                                   |                                                              |
| ------------------------------------------------------------ | ------------------------------------------------------------ | ------------------------------------------------------------ | ------------------------------------------------------------ | ------------------------------------------------------------ | ------------------------------------------------------------ | ------------------------------------------------------------ |
| Cérémonies                                                   |                                                              | O                                                            |                                                              |                                                              | C                                                            |                                                              |
| Ski alpin                                                    |                                                              |                                                              | 2                                                            | 2                                                            |                                                              |                                                              |
| Ski de fond                                                  |                                                              | 4                                                            |                                                              | 2                                                            |                                                              |                                                              |
| Biathlon                                                     |                                                              | 4                                                            | 1                                                            |                                                              | 2                                                            |                                                              |
| Short-track                                                  |                                                              | 2                                                            | 2                                                            | 1                                                            |                                                              |                                                              |
| Escalade                                                     |                                                              |                                                              | 4                                                            | 2                                                            | 2                                                            |                                                              |
| Ski alpinisme                                                |                                                              | 2                                                            |                                                              |                                                              | 4                                                            |                                                              |
| Orientation à ski                                            |                                                              |                                                              | 2                                                            | 2                                                            | 4                                                            |                                                              |

## Participants
| - Arménie - Allemagne - Autriche - Belgique - Biélorussie - Bosnie-Herzégovine - Bulgarie - Chine - Corée du Sud | - Espagne - Finlande - France - Grèce - Iran - Italie - Kazakhstan - Liban | - Macédoine - Mongolie - Pakistan - Russie - Serbie - Slovénie - Suisse - Turquie |

## Tableau des Médailles
- Pays organisateur (Russie)

| Rang | Nation       | Or | Argent | Bronze | Total |
| ---- | ------------ | -- | ------ | ------ | ----- |
| 1    | Russie       | 22 | 9      | 11     | 42    |
| 2    | Italie       | 8  | 6      | 6      | 20    |
| 3    | France       | 6  | 12     | 5      | 23    |
| 4    | Autriche     | 4  | 4      | 1      | 9     |
| 5    | Corée du Sud | 2  | 0      | 0      | 2     |
| 6    | Chine        | 1  | 3      | 6      | 10    |
| 7    | Slovénie     | 1  | 1      | 3      | 5     |
| 8    | Allemagne    | 1  | 1      | 0      | 2     |
| 9    | Espagne      | 1  | 0      | 2      | 3     |
| 10   | Bulgarie     | 0  | 3      | 2      | 5     |
| 11   | Finlande     | 0  | 1      | 2      | 3     |
| 12   | Kazakhstan   | 0  | 1      | 1      | 2     |
| 12   | Suisse       | 0  | 1      | 1      | 2     |
| 14   | Biélorussie  | 0  | 1      | 0      | 1     |
| 15   | Iran         | 0  | 0      | 1      | 1     |